# فويتشخ ماليتشي
فويتشخ ماليتشي (بالبولندية: Wojciech Małecki)‏ هو لاعب كرة قدم بولندي في مركز حراسة المرمى، ولد في 11 أكتوبر 1990 في إلبلنغ في بولندا. لعب مع زنيتشج بروشكوف وكورونا كييلتسى.

## وصلات خارجية
- فويتشخ ماليتشي على موقع قاعدة بيانات كرة القدم.إي يو (الإنجليزية)
- فويتشخ ماليتشي على موقع Soccerway.com (الإنجليزية)